# ルパン三世 グッバイ・パートナー
- ルパン三世 > ルパン三世 グッバイ・パートナー
- トムス・エンタテインメントの作品一覧 > ルパン三世 グッバイ・パートナー
- 金曜ロードショー > ルパン三世 グッバイ・パートナー

『ルパン三世 グッバイ・パートナー』（ルパンさんせい グッバイ・パートナー）は、モンキー・パンチ原作のアニメ『ルパン三世』のテレビスペシャルシリーズ第26作。2019年1月25日に日本テレビ系『金曜ロードSHOW!』にて放送。視聴率は8.7%。

## 概要
前作『ルパン三世 イタリアン・ゲーム』から約3年ぶりのTVスペシャルであり、完全新作ストーリーとしては2013年放送のTVスペシャル『ルパン三世 princess of the breeze 〜隠された空中都市〜』以来6年ぶりとなる。本作はプロデューサーの稲毛弘之によると「原作誕生から51年目に突入し、ほかのアニメ作品では考えられない、次の50年に向けての『ルパン三世』テレビスペシャル第一弾」であるとのこと。
前作『イタリアン・ゲーム』や『PART4』『PART5』など、当時のルパン作品は連続してトムス・エンタテインメントの子会社であるテレコム・アニメーションフィルムが制作していたが、本作ではトムス自社で制作されている。
音楽については新曲以外にも『PART4』や『PART5』用に録音したが未使用となっていた楽曲が使用されている。
監督は2003年放送のTVスペシャル『ルパン三世 お宝返却大作戦!!』以来16年ぶりに川越淳が起用された。また、『ルパン三世』のTVスペシャルでは初めて、オープニングクレジットにおけるメインキャストの声優表示が廃止されている。
本作ではルパンが誰よりも信頼する相棒、次元の裏切りをテーマにしているが、お互い裏切ったと認識しながらも長年の相棒としてのコンビネーションと信頼が描かれている。
視聴率は、新作のTVスペシャルとしては歴代で最も低い（2024年現在）。ただし、前週に同枠で再放送された前作『イタリアン・ゲーム』よりは高い数字を記録している。
DVD版とBlu-ray版は2019年3月20日に発売された。
また本作では衣装デザインが大きく変更されており、ルパンは本作後半、アニメでは初となる黒いジャケットを着用し、次元は緑系統のダークスーツをそれぞれ着用している。不二子は、現代的な女子力を感じられるように設定されており、本編前半では、これまでのアニメ作品では見られなかったストレートヘア姿で登場している。

## あらすじ
いつものようにお宝を奪うルパンを追っていた銭形であったが、ルパンとの共謀罪で逮捕されてしまう。さらに、ショパンコンクールのファイナリストの少女・アリサが何者かに誘拐されてしまった。
南の島でバカンスを楽しむルパンの背後に現れた次元から、銭形が無実の罪で捕まり、今までの犯行も銭形がいたからできたものだというニュースが伝えられる。自身のプライドを踏みにじられたルパンは憤ってガセネタであることをニュース番組で伝えると、ニュースキャスターの指示で「タイムクリスタル」を盗んで欲しいと依頼される。盗みに成功したルパンだったが、次元が「俺が仕組んだことだ」とルパン、五ェ門を裏切り、タイムクリスタルを奪ってしまう。
実は次元はかつての恋人の娘・アリサをアメリカの政治家、ロイ・フォレストに人質にされ、彼女を救うためにやむを得ず従っていた。しかし、次元の行動に違和感を抱いていたルパンは、クリスタルを偽物とすり替えていた。
その頃、次元が裏切る前にくれたライターのおかげで命拾いしたルパンは、黒幕を突き止めるために五ェ門と共に銭形を救出。共闘して警察のデータベースからロイに関する情報や不二子が絡んでいたことを知り、ロイのアジトに潜入する。
最終局面では銭形の協力でアジトへ向かったルパンたちはそこで次元の裏切りの真相を知る。再び次元と対峙するルパンだったが、ルパンの思惑に気付いた次元はルパンで弾を跳ね返し、ロイの腕時計を破壊したことでアリサを自由の身にする。ロイを拘束した次元だったが実はそれは影武者であり、本物のロイはずっとその様子を監視していた。
ルパンは仲間を救うためにタイムクリスタルを渡し、AIエミルカが起動する。ロイはそれを利用し、世界中の銀行をハッキングして金を奪い始めたが、楽譜がバックドアのパスワードに気付いたルパンによって阻止され、銭形に逮捕された。しかし、アメリカ軍の大規模攻撃により人類を敵と見なしたエミルカが暴走。ミサイルの飽和攻撃は電磁パルスを放つミサイルで無力化され、戦車や航空機による砲爆撃も迎撃される。さらに、ロイが護送車から脱走し、逃亡するという事態も重なる。アリサと不二子はエミルカの暴走を止めるため、2台あるピアノを2人それぞれが弾き続けたことにより、エミルカに得るはずのなかった「心」が宿り、密かに作られた自身の体に転送された。量子コンピューターの暴走もルパンと次元が放った80cm列車砲ドーラの砲弾で電源設備を破壊して機能停止に追い込み、二度と使われないよう、タイムクリスタル共々五ェ門によって斬られ、破壊された。
すべてが終わった後、アリサは不二子の自家飛行機でコンクール会場で送られて行った。次元は理由はどうであれ、仲間を裏切ったことに罪悪感を持つが、五ェ門は今回のことで自身はまだまだ精進が足りぬとしつつも、「過ぎたことだ」と許してやり、ルパンもこの件はさっぱり水に流し、再会を約束して去って行く。二人が去った後、銭形から逃げたロイが現れ、ルパン側についた次元を射殺しようとするが、自分にルパンを裏切らせるように仕組ませただけでなくアリサを人質として利用したロイを次元が許すはずもなく、「お前は決して踏み入れてはならないところに土足で踏み込んだ」という言葉と共にロイを射殺する。
その後、アリサはコンクールで優勝。次元も見に来てくれたことに気付き、心から喜び、ルパンも濡れ衣が晴れた銭形といつもの追いかけっこを再開した。

## 登場人物

### メインキャラクター
ルパン三世
かの名高き怪盗アルセーヌ・ルパンの孫で、自らも世界的な大怪盗かつ変装の達人。
次元大介
コンバットマグナムを使う射撃の名手でルパンの相棒。
石川五ェ門
古の大泥棒・石川五ェ門の十三代目。最強の刀「斬鉄剣」を使う居合い抜きの達人。
峰不二子
ルパン一味の紅一点で、付かず離れずの存在。時にはルパンたちを利用したり、裏切ったりすることも多い。
銭形警部
ルパン一味を追うICPOの捜査官。ルパン専任捜査官であるため、ルパンに関係する事件なら世界中どこでも捜査権が認められている。

### ゲストキャラクター
ロイ・フォレスト
声 - 諏訪部順一
本作の黒幕。アメリカの政治家でテレビ局オーナーでもある。元特殊部隊の所属で、現大統領の側近からも「危険人物」と称されていた。
次期大統領の座を手にするため、現大統領に取り入って量子コンピューターの完成を画策し、その完成に必要な宝石「タイムクリスタル」をルパンに奪わせるため計画に邪魔な銭形を濡れ衣で逮捕させ、自身が持つ腕時計を目当てに秘書になった不二子を協力者にし、さらにはアリサを人質にして次元を従わせた。タイムクリスタルを奪った上でルパンの始末を次元に指示していたが、既に先を見抜いていたルパンと次元が彼に密かに出していた警告によって事態の黒幕であることを知られ、アリサを奪還された直後、次元が射殺したノーマンの流れ弾に当たって死亡したと思われるも、実は前もって自分とそっくりな影武者を用意しており、本物はずっと専用ジェット機に乗って影武者とルパンとの戦いを監視していた。基地の爆破と引き換えにルパンに本物のタイムクリスタルを出すように脅し、量子コンピューターが完成するとエミルカの主導権を握って世界を自分の思うがままに操ろうと息巻くが、ルパンが起動させたバックドアでエミルカを奪われジェット機は墜落、本人は脱出ポッドで海上に逃れたものの、誰の手も借りられない状況で銭形とICPOにより包囲、逮捕された。エミルカの暴走時には護送中に起こった交通事故に乗じて脱走、基地に戻り次元に裏切りの報復をしようと銃を向けるも、次元の早撃ちの前に敗れ射殺された。
アリサ・カートライト
声 - 寿美菜子
本作のゲストヒロイン。16歳。真っ直ぐな性格の若きピアニストで、近日開催されるショパン国際ピアノコンクールのファイナリスト。最有力優勝候補として注目されているほどの腕前を持つ。
両親は既に亡くなっているが、母親のライリーは次元のかつての恋人であり、それを知ったロイによって誘拐され、爆弾付きのチョーカーを付けられた上で人質として利用されてしまう。しかし、そんな自分を気にかける次元に心を開き、基地内に用意された部屋で気晴らしにピアノを弾き続け、次元の事情を察して基地に乗り込んできたルパンと五ェ門によって助けられる。
直後、エミルカの暴走に巻き込まれ、ルパン共々危機に瀕したが、暴走を止めるパスワードであるピアノの演奏を不二子と共に弾き続け、最終的にはルパンたちの助けもあって暴走を止めることに成功した。
騒動後は、不二子によってショパンコンクールの会場であるポーランドに送り届けてもらい、亡き母との夢である優勝を勝ち取り、応援に来た次元が観客席から去るのを見て微笑んだ。
ノーマン
声 - 小山剛志
ロイの部下。スキンヘッドの大男。
ロイの命令には忠実だが、ルパンに跡をつけられていることに気付けないなどの詰めが甘い面も見られた。
ロイの指示で次元を使ってルパンからタイムクリスタルを奪わせるも、偽物を掴まされたため、次元を始末しようとしたがロイの指示により止めた。その後、基地に乗り込んだルパンに追い詰められた挙げ句、次元に射殺された。
カトー
声 - 上田燿司
ロイの部下の科学者で、量子コンピューターを開発した科学者の弟子。
気弱な性格だが、科学者としての腕前は確かである。また、専門的な科学的知識を織り交ぜて説明することが多い。
エミルカのことを深く知りたいという強い好奇心から量子コンピューターの完成を急いでおり、偽物を掴まされながらもようやく本物のタイムクリスタルで量子コンピューターの完成に漕ぎ着けるが、用済みとしてロイに切り捨てられてしまう。その後は自分の身の安全とエミルカ奪還のためルパンに協力し、暴走が収まるまでコンピューターでサポートを行った。
その後、ボディを得たエミルカと再会してショパンコンクールの客席でアリサの演奏を聴いていた。
名前の由来は原作者モンキー・パンチの本名「加藤一彦」。
エミルカ
声 - 内田莉紗
カトーが師匠から設計を引き継いだ量子コンピューター内に存在している人工知能。
当初は無機質な音声のみで他人とコミュニケーションをとっていたが、量子コンピューターの完成によって女性型の立体映像を投影し流暢に話すようになる。
最初はロイを認識して彼の指示に従うが、バックドアによって管理者権限を得たルパンに従ってロイが乗る専用ジェット機を制御不能にした。しかし、アメリカ政府による証拠隠滅のための攻撃に対する自衛に端を発して誰の指示も受け付けなくなり、迫る脅威を基地の工場で作成したドローンや電子攻撃などで迎撃するなど傍目には暴走ととれる行為を繰り返すが、その本質は「人類の争いを止める」ことに帰結していた。最終的にはアリサと不二子によるピアノ演奏、五ェ門の斬鉄剣、ルパンと次元の奮闘を通して「心」を獲得し、ドローンと並行して立体映像と同じ姿のボディを制作して量子コンピューターから乗り換え、何処かに去って行った。その後、カトーと共にアリサが演奏するショパンコンクールの客席にいる姿が見られている。
名前の由来はフレデリック・ショパンの妹エミリアの愛称。

## 声の出演
- ルパン三世 - 栗田貫一
- 次元大介 - 小林清志
- 石川五ェ門 - 浪川大輔
- 峰不二子 - 沢城みゆき
- 銭形警部 - 山寺宏一
- ロイ・フォレスト - 諏訪部順一
- アリサ - 寿美菜子
- 大統領 - 塩田朋子
- ノーマン - 小山剛志
- カトー - 上田燿司
- エミルカ - 内田莉紗
- フレデリック・ショパン - 内田夕夜
- カミーユ - 佐々木省三
- ライリー - 内野恵理子

## スタッフ
- 原作 - モンキー・パンチ
- 監督・絵コンテ - 川越淳
- 脚本 - 秦建日子
- キャラクターデザイン・総作画監督 - 丸藤広貴
- 演出 - 向井雅浩、藤本ジ朗
- 作画監督 - 垣野内成美、門倉世央子、坂巻貞彦、谷拓也、平山智、山川宏治、山下将仁
- メカ作画監督 - 小澤和則、亀垣一、嶋田俊彦、竹上貴雄、寺尾洋之、水村良男、森木靖泰、大森英敏
- 美術監督 - 李凡善
- 色彩設計 - 山上愛子
- 撮影監督 - 田沢二郎
- CG監督 - 星野申匡
- 編集 - 吉武将人
- 音響監督 - 清水洋史
- 音響効果 - 倉橋裕宗
- 音楽 - 大野雄二
- 音楽制作 - 松尾康治、堀田卓也
- 企画プロデュース - 加藤州平
- プロデューサー - 北條伸樹、稲毛弘之、塩出正樹、鈴木信也、山本剛士、野崎康次
- アニメーションプロデューサー - 井内知樹
- アニメーション制作 - トムス・エンタテインメント/トロワスタジオ[注 7]
- 企画・制作 - 日本テレビ
- 製作・著作 - トムス・エンタテインメント

## 主題曲
本作では『PART5』に引き続き、峰不二子役の沢城みゆきがエンディングテーマを歌唱する。なお両テーマ曲は2019年1月23日発売のサウンドトラック『LUPIN THE THIRD 〜GOODBYE PARTNER〜』に収録される。
メインテーマ「THEME FROM LUPIN III 2019〜classical piano ver.」
作曲・編曲 - 大野雄二 / 演奏 - Yuji Ohno & Lupintic Six
エンディングテーマ「カランコエ Forever !」
作詞 - 三浦徳子 / 作曲・編曲 - 大野雄二 / 演奏 - Yuji Ohno & Lupintic Six / 歌 - 沢城みゆき